# سیمون پیزوتی
سیمون پیزوتی (انگلیسی: Simone Pizzuti؛ زادهٔ ۲۸ ژوئیهٔ ۱۹۹۰) بازیکن فوتبال اهل ایتالیا است.